# Guédébiné
Guédébiné è un comune rurale del Mali facente parte del circondario di Diéma, nella regione di Kayes.
Il comune è composto da 6 nuclei abitati:
- Diakamody
- Diopi
- Goulambé
- Guédébiné
- Karsala
- Néma